# Polski Kontyngent Wojskowy w Kosowie
Polski Kontyngent Wojskowy w Kosowie (PKW Kosowo, PKW KFOR) – wydzielony komponent Sił Zbrojnych RP, przeznaczony do udziału w NATO-wskich KFOR (Kosovo Force) w ramach operacji Joint Guardian od 1999 roku.
PKW Kosowo na przestrzeni lat nosił m.in. następujące oficjalne nazwy
- 1999–2000: Polska Jednostka Wojskowa w Siłach Międzynarodowych w Kosowie w Federacyjnej Republice Jugosławii (PJW KFOR),
- od 2019: Polski Kontyngent Wojskowy w Siłach Międzynarodowych w Republice Kosowa i Republice Macedonii Północnej oraz w Bośni i Hercegowinie.

## Historia

### POLBAT
Pod koniec lat 90 XX wieku Armia Wyzwolenia Kosowa rozpoczęła wojnę partyzancką, co zmusiło rząd jugosłowiański do wysłania dodatkowych sił. Wojna w Kosowie z biegiem czasu przekształciła się we wzajemne czystki etniczne. W celu zapobiegnięcia dalszemu rozlewowi krwi cywilów NATO rozpoczęło operację Allied Force, mającą na celu wymuszenie poprzez ataki lotnicze wycofania przez Serbów ich jednostek. Ostatecznie 9 czerwca 1999 wszystkie strony konfliktu podpisały porozumienie o rozbrojeniu partyzantów, wycofaniu się regularnych jednostek i zastąpieniu ich przez międzynarodowe Siły Kosowskie (Kosovo Force – KFOR) pod dowództwem NATO.
Polska 18 czerwca 1999 zdecydowała się wysłać wzmocniony, ponad 800 osobowy 18 Bielski Batalion Desantowo-Szturmowy, będący Polską Jednostką Wojskową Odwodu Strategicznego Naczelnego Dowódcy SZ NATO w Europie (PJW OS SACEUR) pod dowództwem ppłk. Romana Polko. Pięcioma transportami kolejowymi został on przewieziony na pogranicze kosowsko-macedońskie, gdzie na otwartym polu zorganizowano bazę – nazwaną później Camp White Eagle (Obóz Orzeł Biały) – około 10 km na północ od miejscowości Kačanik (NSE stacjonował w Camp Bison w pobliżu lotniska Petrovec, znajdującego się 20 km od stolicy Macedonii Skopje). Natychmiast po przybyciu w rejon misji polski kontyngent (PJW KFOR – POLBAT) przejął odpowiedzialność za przydzieloną strefę. Jego zadania polegały na:
- zapewnieniu bezpieczeństwa cywilom i siłom międzynarodowym
- demilitaryzacji podporządkowanego rejonu,
- patrolowaniu granicy i utrzymywaniu punktów granicznych,
- wsparciu pomocy humanitarnej[1].

Polski batalion był stopniowo wzmacniany:
- 18 września litewskim plutonem piechoty[2],
- 27 listopada ukraińską 37 samodzielną kompanią[3],
- zespołem specjalnym 1 Batalionu 10th Special Forces Group (z Böblingen koło Stuttgartu)[4].

### POLUKRBAT
W lipcu 1999 ze strony ukraińskiego ministerstwa obrony wyszła inicjatywa zaangażowania w KFOR wspólnej jednostki wojskowej Polsko-Ukraińskiego Batalionu Sił Pokojowych (POLUKRBAT). Stosowne porozumienie techniczne między resortami obrony zostało wypracowane w trakcie spotkania w Jaworowie 25-26 kwietnia 2000 i podpisane 9 czerwca 2000. POLUKRBAT został przetransportowany do Kosowa od 28 czerwca do 15 lipca 2000, przejmując zadania i strefę odpowiedzialności od POLBAT-u. Batalion liczył ok. 850-900 żołnierzy z Polski, Ukrainy i Litwy (pluton w polskiej kompanii). Do 2009 roku polski wkład w POLUKRBAT KFOR wystawiała 21 Brygada Strzelców Podhalańskich.
Mimo zakończenia wojny w Kosowie sytuacja w tej prowincji nadal była niestabilna i w ciągu kolejnych lat wielokrotnie występowała konieczność interwencji ze strony polskich żołnierzy:
- w marcu-kwietniu 2000 na terenie Kosowa przeprowadzono ćwiczenia Dynamic Response, w których wzięła udział nowa PJW Odwodu Strategicznego, wystawiana przez 10 Batalion Zmechanizowany. Po ich zakończeniu pozostały one jednak w Kosowskiej Mitrowicy, gdyż doszło tam do poważnych rozruchów serbsko-albańskich i miejscowe siły KFOR pod dowództwem francuskim były niewystarczające do ustabilizowania sytuacji. Polski batalion przejął południową część miasta, do listopada 2000 obsadzając posterunkami brzeg rzeki Ibar. Jego zadania polegały na patrolowaniu obszaru i zapewnieniu bezpieczeństwa Serbom (tym samym na terenie Kosowa stacjonowały dwa polskie bataliony: 18 bdsz i 10 bz)[6],

- w październiku-listopadzie 2000 POLUKRBAT zapobiegał zamieszkom w swojej strefie i przeprowadził operacje konfiskaty broni i amunicji kosowskich Albańczyków,
- między styczniem a sierpniem 2001 miał miejsce albańsko-macedoński konflikt w Tetowie w północno-zachodniej Macedonii. Strefa operacyjna POLUKRBATU obejmowała gminy na pograniczu kosowsko-macedońskim i zaistniała konieczność wzmocnienia polskiego kontyngentu: do Kosowa ponownie skierowano jednostkę specjalną GROM[7], a po ćwiczeniu Dynamic Response 2001 w kwietniu 2001 2 kompania zmechanizowana PJW OS SACEUR aż do września 2001 pozostawała w Kosowie jako część PKW KFOR[8]. Po drugiej stronie granicy stacjonował Polski Kontyngent Wojskowy w Macedonii (wystawiony przez 1 Pułk Specjalny Komandosów).

W 2006 nastąpiła redukcja i restrukturyzacja KFOR: wielonarodowe brygady przeformowano w wielonarodowe siły zadaniowe (Wielonarodowa Brygada Wschód stała się Wielonarodowymi Siłami Zadaniowymi Wschód). W tym czasie przeprowadzono redukcję PKW z ok. 500 do ok. 300 żołnierzy i pracowników wojska. 28 sierpnia 2006 zlikwidowano Camp White Eagle i Polacy, Litwini i część Ukraińców musiała się przebazować do Camp Bondsteel w Uroševacu, czyli głównej bazy sił zbrojnych USA w Kosowie.
W maju 2007 roku POLUKRBAT na jeden miesiąc wydzielił na północ Kosowa polską kompanię zmotoryzowaną, która wraz z oddziałami amerykańskimi i czeskimi tworzyła Siły Zadaniowe Ibar (TF Ibar), podlegające francuskim Wielonarodowym Siłom Zadaniowym Północ (MNTF North).
26 czerwca 2009 na mocy decyzji litewskiego rządu o wycofaniu swoich wojsk z sił KFOR nastąpiło oficjalne pożegnanie litewskiego plutonu piechoty, wchodzącego w skład polskiej kompanii zmotoryzowanej POLUKRBAT. Litewski kontyngent stacjonował w Kosowie przez 10 lat.

### Po 2010

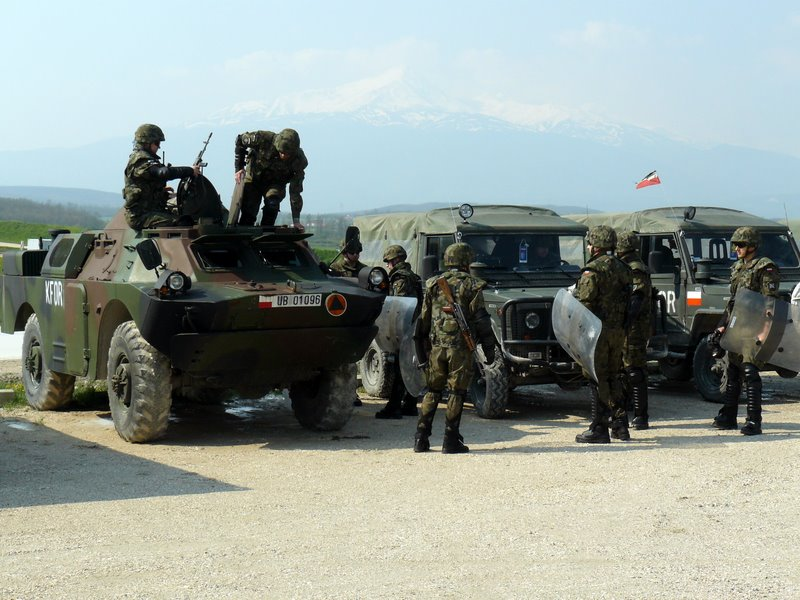
Polscy żołnierze KFOR

W 2010 została przeprowadzona kolejna restrukturyzacja Kosovo Force: wielonarodowe siły zadaniowe zostały zastąpione zredukowanymi liczebnie wielonarodowymi grupami bojowymi (Wielonarodowe Siły Zadaniowe Wschód stały się Wielonarodową Grupą Bojową Wschód). W rezultacie od XXII zmiany polski kontyngent funkcjonował w nowej formie, w której najważniejszymi różnicami wobec poprzedniej były:
- likwidacja POLUKRBAT-u: polskie i ukraińskie kompanie podporządkowano bezpośrednio dowództwu grupy bojowej (w tym czasie rozwiązano też Polsko-Ukraiński Batalion na terenie kraju),
- redukcja polskiego kontyngentu z ok. 300 do ok. 250 żołnierzy i pracowników wojska,
- przeformowanie polskie kontyngentu do kompanii manewrowej (zmotoryzowanej), zespołu łącznikowo-monitorującego i Narodowego Elementu Wsparcia[12].

W nowej strukturze zmieniły się zadania polskiej kompanii manewrowej – od 2010 nie kontroluje już całej podporządkowanej strefy, a stanowi mobilną grupę szybkiego reagowania w sytuacjach kryzysowych, okresowo obsadzającą wybrane posterunki: m.in. w styczniu 2011 PKW KFOR ponownie wydzielił kompanię manewrową na północ Kosowa, gdzie przejęła od podległej francuskiej Wielonarodowej Grupie Bojowej Północ (MNBG North) kompanii tureckiej Camp Nothing Hill, w którym rotacyjnie służyła do końca listopada 2011 (w tym czasie, zwłaszcza w lipcu, dochodziło do licznych zamieszek przygranicznych).
Od 2014 główne siły PKW stacjonują w bazie Camp Novo Selo, przemianowej później na Camp Maréchal de Lattre de Tassigny w okolicach Mitrowicy.
Ponadto w latach 2003-2014 (po rezygnacji z utrzymywania PJW OS) polskie kontyngenty wojskowe w siłach międzynarodowych w Bośni i Hercegowinie (SFOR, EUFOR) oraz Kosowie (KFOR) mogły się wzajemnie posiłkować w sytuacji zagrożenia. Ze względu na zmianę charakteru zadań tylko PKW KFOR ma możliwość wsparcia PKW EUFOR/MTT (postanowienia o przedłużeniu użycia kontyngentu ustalają obszar mandatowy także na Bośnię i Hercegowinę).
Oprócz kontyngentu wojskowego, w Kosowie od 1999 stacjonuje także Polski Kontyngent Policyjny.

## Struktura organizacyjna
| Struktrua organizacyjna I i II zmiany PKW KFOR: - Dowództwo PKW – POLBAT (polski batalion operacyjny) - 1 kompania szturmowa - 2 kompania szturmowa - 3 kompania szturmowa - kompania dowodzenia - kompania logistyczna - kompania wsparcia - Narodowy Element Zaopatrzenia (NSE) - personel w HQ KFOR | Struktura organizacyjna POLBAT w 1999: - Dowództwo i sztab POLBAT (polski batalion operacyjny) - 1 kompania szturmowa - 2 kompania szturmowa - 3 kompania szturmowa - kompania piechoty - kompania dowodzenia - kompania logistyczna - kompania wsparcia - grupa szybkiego reagowania - grupa specjalna typu A (ODA) |

łącznie ok. 950 żołnierzy ( ok. 800,  ok. 100,  ok. 30,  ok. 10-20).
Czas trwania, dowódcy, jednostka wystawiająca oraz liczebność poszczególnych zmian:
| Zmiana | Początek | Koniec  | Dowódca          | Wystawiająca    | Liczebność |
| ------ | -------- | ------- | ---------------- | --------------- | ---------- |
| I      | 07.1999  | 01.2000 | ppłk Roman Polko | 6 BDSz: 18 bdsz | ok. 800    |
| II     | 01.2000  | 05.2000 | ppłk Roman Polko | 6 BDSz: 18 bdsz | ok. 800    |
| II     | 05.2000  | 07.2000 | ppłk Tomasz Bąk  | 6 BDSz: 18 bdsz | ok. 800    |

| Struktura organizacyjna III-XXI zmiany PKW KFOR: - Dowództwo PKW – POLUKRBAT (polsko-ukraiński batalion operacyjny) - 1 kompania piechoty zmotoryzowanej – Task Force Fox - 2 kompania piechoty zmotoryzowanej – Task Force Hawk - kompania dowodzenia (wspólna z Ukrainą) - kompania logistyczna (wspólna z Ukrainą) - Zespół Łącznikowo-Monitorujący (wspólny ze USA) - Narodowy Element Zaopatrzenia (NSE) - personel w HQ KFOR | Struktura organizacyjna POLUKRBAT w 2000: - Dowództwo i sztab POLUKRBAT (polsko-ukraiński batalion operacyjny) - 1 kompania piechoty zmotoryzowanej - 2 kompania piechoty zmotoryzowanej - 3 kompania piechoty zmotoryzowanej - 4 kompania piechoty zmotoryzowanej - kompania dowodzenia - kompania logistyczna |

łącznie ok. 850-900 żołnierzy ( ok. 550,  ok. 270-320,  ok. 30).
Czas trwania, dowódcy, jednostka wystawiająca oraz liczebność poszczególnych zmian:
| Zmiana | Początek | Koniec  | Dowódca                  | Wystawiająca      | Liczebność  |
| ------ | -------- | ------- | ------------------------ | ----------------- | ----------- |
| III    | 07.2000  | 02.2001 | ppłk Bogdan Tworkowski   | 21 BSP: POLUKRBAT | ok. 500-550 |
| IV     | 02.2001  | 08.2001 | ppłk Bogdan Tworkowski   | 21 BSP: POLUKRBAT | ok. 500-550 |
| V      | 08.2001  | 02.2002 | ppłk Józef Matuszyk      | 21 BSP: 5 bsp     | ok. 500-550 |
| VI     | 02.2002  | 08.2002 | ppłk Józef Matuszyk      | 21 BSP: 5 bsp     | ok. 500-550 |
| VII    | 08.2002  | 02.2003 | ppłk Wojciech Marchwica  | 21 BSP: POLUKRBAT | ok. 500-550 |
| VIII   | 02.2003  | 09.2003 | ppłk Wojciech Marchwica  | 21 BSP: POLUKRBAT | ok. 500-550 |
| IX     | 09.2003  | 03.2004 | ppłk Piotr Sadowski      | 21 BSP: 1 bsp     | ok. 500-550 |
| X      | 03.2004  | 09.2004 | ppłk Piotr Sadowski      | 21 BSP: 1 bsp     | ok. 500-550 |
| XI     | 09.2004  | 03.2005 | ppłk Ryszard Wróbel      | 21 BSP: 5 bz      | ok. 500-550 |
| XII    | 03.2005  | 09.2005 | ppłk Ryszard Wróbel      | 21 BSP: 5 bz      | ok. 500-550 |
| XIII   | 09.2005  | 03.2006 | ppłk Jerzy Mizgała       | 21 BSP: POLUKRBAT | ok. 300     |
| XIV    | 03.2006  | 09.2006 | ppłk Jerzy Mizgała       | 21 BSP: POLUKRBAT | ok. 300     |
| XV     | 09.2006  | 03.2007 | ppłk Paweł Warda         | 21 BSP: 1 bcz     | ok. 300     |
| XVI    | 03.2007  | 09.2007 | ppłk Zbigniew Ząbek      | 21 BSP: 5 bz      | ok. 300     |
| XVII   | 09.2007  | 03.2008 | ppłk Zenon Brzuszko      | 21 BSP: POLUKRBAT | ok. 300     |
| XVIII  | 03.2008  | 09.2008 | ppłk Arkadiusz Szkutnik  | 3 pplot           | ok. 300     |
| XIX    | 09.2008  | 03.2009 | ppłk Andrzej Niemiec     | 21 BSP: 1 bcz     | ok. 300     |
| XX     | 03.2009  | 09.2009 | ppłk Mariusz Gałęziowski | 3 BZ              | ok. 300     |
| XXI    | 09.2009  | 03.2010 | ppłk Cezary Pacewicz     | 4 pplot           | ok. 300     |

Struktura organizacyjna PKW KFOR od XXII zmiany:
- Dowództwo PKW
  - kompania manewrowa
  - Zespół Łącznikowo-Monitorujący
  - Narodowy Element Wsparcia (NSE)
  - personel w HQ KFOR

Czas trwania, dowódcy, jednostka wystawiająca oraz liczebność poszczególnych zmian:
| Zmiana  | Początek   | Koniec     | Dowódca                    | Wystawiająca      | Liczebność |
| ------- | ---------- | ---------- | -------------------------- | ----------------- | ---------- |
| XXII    | 27.03.2010 | 25.09.2010 | ppłk Dariusz Kosowski      | 9 BKPanc          | ok. 250    |
| XXIII   | 25.09.2010 | 26.05.2011 | ppłk Krzysztof Monkiewicz  | 13 pplot          | ok. 250    |
| XXIV    | 26.05.2011 | 25.11.2011 | ppłk Henryk Bartosiewicz   | 8 pplot           | ok. 250    |
| XXV     | 25.11.2011 | 25.05.2012 | ppłk Dariusz Adamczyk      | 11 pa             | ok. 250    |
| XXVI    | 25.05.2012 | 28.11.2012 | ppłk Adam Luzyńczyk        | 4 pplot           | ok. 250    |
| XXVII   | 28.11.2012 | 27.05.2013 | ppłk Jacek Wera            | 5 pa              | ok. 250    |
| XXVIII  | 27.05.2013 | 27.11.2013 | ppłk Remigiusz Zieliński   | 23 pa             | ok. 250    |
| XXIX    | 27.11.2013 | 26.05.2014 | ppłk Tomasz Sawczuk        | 15 pplot          | ok. 250    |
| XXX     | 26.05.2014 | 01.12.2014 | ppłk Krzysztof Brodecki    | 11 pa             | ok. 250    |
| XXXI    | 01.12.2014 | 31.05.2015 | ppłk Dariusz Wojtkowiak    | 8 pplot           | ok. 250    |
| XXXII   | 31.05.2015 | 30.11.2015 | ppłk Arkadiusz Kujawa      | 15 BZ             | ok. 250    |
| XXXIII  | 30.11.2015 | 01.06.2016 | ppłk Dariusz Dróżdż        | 15 BZ             | ok. 250    |
| XXXIV   | 01.06.2016 | 29.11.2016 | ppłk Jarosław Radzimierski | 23 pa             | ok. 250    |
| XXXV    | 29.11.2016 | 30.05.2017 | ppłk Mariusz Janikowski    | 4 pplot           | ok. 250    |
| XXXVI   | 30.05.2017 | 29.11.2017 | ppłk Robert Kruz           | 6 BPD: 6 bpd      | ok. 250    |
| XXXVII  | 29.11.2017 | 26.06.2018 | ppłk Artur Wiatrowski      | 6 BPD: 16 bpd     | ok. 250    |
| XXXVIII | 26.06.2018 | 12.2018    | ppłk Piotr Wrona           | 25 BKPow: 7 bkpow | ok. 250    |
| XXXIX   | 12.2018    | 19.06.2019 | ppłk Sławomir Skibiński    | 25 BKPow: 1 bkpow | ok. 250    |
| XL      | 19.06.2019 | 04.12.2019 | ppłk Piotr Idus            | 25 BKPow: 25 bdow | ok. 250    |
| XLI     | 04.12.2019 | 27.05.2020 | ppłk Artur Świątek         | 25 BKPow: 7 bkpow | ok. 250    |
| XLII    | 27.05.2020 | 09.02.2021 | ppłk Maciej Bańkowski      | 25 BKPow: 1 bkpow | ok. 250    |
| XLIII   | 09.02.2021 | 04.2021    | ppłk Tomasz Neumann        | 6 BPD: 18 bdsz    | ok. 250    |
| XLIII   | 04.2021    | 28.08.2021 | ppłk Jacek Kafka           | 6 BPD: 18 bdsz    | ok. 250    |
| XLIV    | 28.08.2021 | 08.02.2022 | mjr Paweł Żak              | 6 BPD: 6 bdow     | ok. 250    |
| XLV     | 08.02.2022 | 06.08.2022 | ppłk Piotr Szołomicki      | 6 BPD: 6 bpd      | ok. 250    |
| XLVI    | 06.08.2022 | 07.02.2023 | ppłk Paweł Gandera         | 19 BZ: 3 bz       | ok. 250    |
| XLVII   | 07.02.2023 | 03.08.2023 | ppłk Marcin Sudek          | 21 BSP: 22 kbpg   | ok. 250    |
| XLVIII  | 03.08.2023 | 08.02.2024 | ppłk Marcin Kozioł         | 1 BPanc           | ok. 250    |
| XLIX    | 08.02.2024 | 05.08.2024 | ppłk Łukasz Maciuszko      | 18 pr             | ok. 250    |
| L       | 05.08.2024 |            | ppłk Wojciech Budzisz      | 9 pr              |            |

## Odznaczenia za udział w kontyngencie

Baretka Medalu NATO za KFOR
Baretka Medalu NATO nadawanego od 2011 r.
Baretka Odznaki pamiątkowej PKW KFOR (2015)
Baretka Odznaki pamiątkowej XXXV zmiany PKW KFOR
Baretka Odznaki pamiątkowej XXXVI zmiany PKW KFOR
Baretka Odznaki pamiątkowej XXXVII zmiany PKW KFOR
Baretka Odznaki pamiątkowej XXXIX zmiany PKW KFOR
Baretka Odznaki pamiątkowej XLI zmiany PKW KFOR
Baretka Odznaki pamiątkowej XLII zmiany PKW KFOR
Baretka Odznaki pamiątkowej XLIII zmiany PKW KFOR
Baretka Odznaki pamiątkowej XLVI zmiany PKW KFOR
Baretka Odznaki pamiątkowej XLVII zmiany PKW KFOR